# Sandra Godinho (escritora)
Sandra Godinho (São Paulo, 27 de julho de 1960) é uma escritora brasileira de romance e contos, que estreou no ano de 2017 com a publicação do romance O Poder da Fé.

## Biografia
Sandra Maria Godinho Gonçalves nasceu em São Paulo, no ano de 1960. Graduada em Letras – Língua Inglesa e Mestre em Letras (Estudos da Linguagem), pela Universidade Federal do Amazonas (UFAM). 
Morou no Rio de Janeiro e em 2003, mudou-se para Manaus.  
Em 2010, ingressou no Projeto de Extensão da Universidade Federal do Amazonas (UFAM), intitulado Clube do Autor, sob a coordenação do professor e pesquisador Lajosy Silva da UFAM, que organizou várias coletâneas de contos: Folhas Verdes, Folhas Livres, Folhas Mortas, Folhas Fantásticas, Folhas Eróticas, Amores e Infâncias, nas quais publicou seus primeiros contos em coletâneas. 
É Membro da Cadeira 78 da Academia Internacional de Literatura Brasileira (AILB), com sede em Nova Iorque/USA. É militante do Movimento Mulherio das Letras que reúne milhares de escritoras, editoras, ilustradoras, pesquisadoras e livreiras, entre outras mulheres ligadas à cadeia criativa e produtiva do livro, no Brasil e no exterior, a fim de dar visibilidade, questionar e ampliar a participação de mulheres no cenário literário brasileiro e internacional.
A autora publica contos em diversos periódicos. Um deles é "Dos restos que permanecem", publicado em 2023 no Amazônia Latitude - Ciência e Jornalismo pela floresta, dedicado a outra escritora, Marta Cortezão, inspirada pelo livro Amazonidades: gesta das águas.
Em 2023, também participou do episódio do podcast, LatitudeCast - especial Pensando a Amazônia pela Literatura, em que abordou a profundidade da humanização dos temas da floresta na literatura e sobre o processo de criação de seu livro A Secura dos Ossos. 
Em maio de 2023, a escritora, professora e pesquisadora Sandra Godinho concedeu entrevista a jornalista cultural Maria Lucy Rodrigues, para o Programa Poesia de Corpo Inteiro, dentro da programação da TV Encontro das Águas, falando sobre o lançamento do seu livro A Secura dos Ossos, recém lançado à época, que conta a história do Massacre de Haximu, ocorrido em 1993 e a saga do povo Yanomami.
No ano de 2023, Sandra Godinho foi agraciada com o Prêmio Maria Carolina de Jesus, do Ministério da Cultura, em sua primeira edição, para publicação da obra Nós,outros, ainda inédita.
No mesmo ano, a obra Tocaia do Norte foi agraciada pelo Programa de Apoio à Tradução e à Publicação de Autores Brasileiros no Exterior, um dos Prêmios Literários da Fundação Biblioteca Nacional para fomento à internacionalização de autores e autoras brasileiras, para ser traduzida para o inglês. 
Em 2024, lança O Negro secou, uma coetânea de contos que revela as múltiplas camadas da devastação social e ambiental na região. No cerne da trama está a dolorosa trajetória de Luara, uma mulher que, após ser violentada pelo próprio pai, dá à luz ao ‘Filho do Boto’ e tenta sobreviver em um cenário arrasado pelas drásticas mudanças climáticas, pela seca, pela extrema exploração humana e pela miséria. 
Já participou de várias coletâneas de contos, sendo agraciada com alguns prêmios.

## Prêmios
- 60º Prêmio Casa de las Américas 2019 - Orelha Lavada, Infância Roubada (Menção Honrosa)
- Prêmio Guarulhos de Literatura 2019 - Orelha Lavada, Infância Roubada (Escritor do ano) [11]
- Prêmio Literário Cidade de Manaus 2019 - O Verso do Reverso (Melhor Conto Regional) [12]
- Prêmio Literário Cidade de Manaus 2020 - Tocaia do Norte (Melhor Romance Nacional)
- Destaques Literários da Academia Internacional de Literatura Brasileira 2021 - Tocaia do Norte (Finalista Romance)
- Prêmio São Paulo de Literatura 2021 - Tocaia do Norte (Finalista Melhor Romance do ano) [13][14]
- Prêmio Literário Cidade de Manaus 2021 -  A Morte é a promessa de algum fim (Melhor Romance Nacional)
- Prêmio LeYa 2021 - Memórias de uma mulher Morta (Finalista Romance Inédito)
- Prêmio LeYa 2022 - A Secura dos Ossos (Finalista)
- Prêmio Literário Cidade de Manaus 2024 - O negro secou (Menção Honrosa)
- Prêmio Carolina Maria de Jesus 2023 - Nós, Cegos [15]
- Política Nacional Aldir Blanc (Concultura, Manaus (AM) 2024) - Nós, Cegos
- Prêmio LeYa 2024 - Paralelo 11 (Finalista)